# جيمستاون (داكوتا الشمالية)
جيمستاون (بالإنجليزية: Jamestown)‏ هي مدينة في ولاية داكوتا الشمالية في الولايات المتحدة الأمريكية.

## التركيبة السكانية
حدّد مكتب تعداد الولايات المتحدة بيانات التركيبة السكانية لجيمستاون في تعداد الولايات المتحدة. في ما يلي، التركيبة السكانية حسب تعدادي 2000 و2010.

### تعداد عام 2000
بلغ عدد سكان جيمستاون 15,527 نسمة بحسب تعداد عام 2000، وبلغ عدد الأسر 6,505 أسرة وعدد العائلات 3,797 عائلة مقيمة في المدينة. في حين سجلت الكثافة السكانية 449.3 نسمة لكل كيلومتر مربع (1,163.7/ميل2). وبلغ عدد الوحدات السكنية 6,970 وحدة بمتوسط كثافة قدره 201.7 لكل كيلومتر مربع (522.4/ميل2).
وتوزع التركيب العرقي للمدينة بنسبة 96.84% من البيض و0.36% من الأمريكيين الأفارقة و1.21% من الأمريكيين الأصليين و0.49% من الأمريكيين ذوي الأصول الآسيوية و0.05% من سكان جزر المحيط الهادئ و0.27% من الأعراق الأخرى و0.78% من عرقين مختلطين أو أكثر و1.19% من الهسبانيون أو اللاتينيون من أي عرق.
بلغ عدد الأسر 6,505 أسرة كانت نسبة 28.2% منها لديها أطفال تحت سن الثامنة عشر تعيش معهم، وبلغت نسبة الأزواج القاطنين مع بعضهم البعض 46.8% من أصل المجموع الكلي للأسر، ونسبة 8.8% من الأسر كان لديها معيلات من الإناث دون وجود شريك، بينما كانت نسبة 2.8% من الأسر لديها معيلون من الذكور دون وجود شريكة وكانت نسبة 41.6% من غير العائلات. تألفت نسبة 37% من أصل جميع الأسر من عدة أفراد يعيشون في نفس المنزل ونسبة 16.2% كانت تتألف من شخص يعيش بمفرده يبلغ من العمر 65 عاماً أو أكثر. وبلغ متوسط حجم الأسرة المعيشية 2.17، أما متوسط حجم العائلات فبلغ 2.85.
بلغ العمر الوسطي للسكان 38.6 عاماً. وكانت نسبة 21.3% من القاطنين تحت سن الثامنة عشر، وكانت نسبة 7.9% بين الثامنة عشر والرابعة والعشرين عاماً، ونسبة 24.1% كانت واقعةً في الفئة العمرية ما بين الخامسة والعشرين والرابعة والأربعين عاماً، ونسبة 21% كانت ما بين الخامسة والأربعين والرابعة والستين، ونسبة 16.5% كانت ضمن فئة الخامسة والستين عاماً فما فوق. يوجد لكل 100 أنثى 90.0 ذكر، ويوجد لكل 100 أنثى في الثامنة عشر من عمرها فما فوق 85.8 ذكر.
بلغ متوسط دخل الأسرة في المدينة 31,500 دولارًا، أما متوسط دخل العائلة فبلغ 42,245 دولارًا. وكان متوسط دخل الذكور 28,310 دولارًا مقابل 20,225 دولارًا للإناث. وسجل دخل الفرد الخاص بالمدينة 16,686 دولارًا. وكانت نسبة 6.5% من العائلات ونسبة 10.7% من السكان تحت خط الفقر، وكان من هؤلاء نسبة 12.7% تحت سن الثامنة عشر ونسبة 10.8% في الخامسة والستين من العمر وما فوق.

### تعداد عام 2010
بلغ عدد سكان جيمستاون 15,427 نسمة بحسب تعداد عام 2010، وبلغ عدد الأسر 6,567 أسرة وعدد العائلات 3,555 عائلة مقيمة في المدينة. في حين سجلت الكثافة السكانية 446.4 نسمة لكل كيلومتر مربع (1,156.2/ميل2). وبلغ عدد الوحدات السكنية 6,983 وحدة بمتوسط كثافة قدره 202.1 لكل كيلومتر مربع (523.4/ميل2).
وتوزع التركيب العرقي للمدينة بنسبة 94.63% من البيض و0.84% من الأمريكيين الأفارقة و1.78% من الأمريكيين الأصليين و0.59% من الأمريكيين ذوي الأصول الآسيوية و0.06% من سكان جزر المحيط الهادئ و0.69% من الأعراق الأخرى و1.41% من عرقين مختلطين أو أكثر و2.09% من الهسبانيون أو اللاتينيون من أي عرق.
بلغ عدد الأسر 6,567 أسرة كانت نسبة 24.8% منها لديها أطفال تحت سن الثامنة عشر تعيش معهم، وبلغت نسبة الأزواج القاطنين مع بعضهم البعض 41.3% من أصل المجموع الكلي للأسر، ونسبة 8.7% من الأسر كان لديها معيلات من الإناث دون وجود شريك، بينما كانت نسبة 4.1% من الأسر لديها معيلون من الذكور دون وجود شريكة وكانت نسبة 45.9% من غير العائلات. تألفت نسبة 39.4% من أصل جميع الأسر من عدة أفراد يعيشون في نفس المنزل ونسبة 16.1% كانت تتألف من شخص يعيش بمفرده يبلغ من العمر 65 عاماً أو أكثر. وبلغ متوسط حجم الأسرة المعيشية 2.09، أما متوسط حجم العائلات فبلغ 2.78.
بلغ العمر الوسطي للسكان 39.9 عاماً. وكانت نسبة 19.7% من القاطنين تحت سن الثامنة عشر، وكانت نسبة 12.1% بين الثامنة عشر والرابعة والعشرين عاماً، ونسبة 23.8% كانت واقعةً في الفئة العمرية ما بين الخامسة والعشرين والرابعة والأربعين عاماً، ونسبة 27.1% كانت ما بين الخامسة والأربعين والرابعة والستين، ونسبة 17.3% كانت ضمن فئة الخامسة والستين عاماً فما فوق. وتوزع التركيب الجنسي للسكان بنسبة 50.2% ذكور و49.8% إناث.

## المناخ
يظهر الجدول التالي التغييرات المناخية على مدار السنة لجيمستاون:
| البيانات المناخية لـجيمستاون                                        | البيانات المناخية لـجيمستاون | البيانات المناخية لـجيمستاون | البيانات المناخية لـجيمستاون | البيانات المناخية لـجيمستاون | البيانات المناخية لـجيمستاون | البيانات المناخية لـجيمستاون | البيانات المناخية لـجيمستاون | البيانات المناخية لـجيمستاون | البيانات المناخية لـجيمستاون | البيانات المناخية لـجيمستاون | البيانات المناخية لـجيمستاون | البيانات المناخية لـجيمستاون | البيانات المناخية لـجيمستاون |
| الشهر                                                               | يناير                        | فبراير                       | مارس                         | أبريل                        | مايو                         | يونيو                        | يوليو                        | أغسطس                        | سبتمبر                       | أكتوبر                       | نوفمبر                       | ديسمبر                       | المعدل السنوي                |
| ------------------------------------------------------------------- | ---------------------------- | ---------------------------- | ---------------------------- | ---------------------------- | ---------------------------- | ---------------------------- | ---------------------------- | ---------------------------- | ---------------------------- | ---------------------------- | ---------------------------- | ---------------------------- | ---------------------------- |
| الدرجة القصوى °ف (°م)                                               | 53.1 (11.7)                  | 64.0 (17.8)                  | 80.1 (26.7)                  | 93.9 (34.4)                  | 95.0 (35.0)                  | 98.1 (36.7)                  | 104.0 (40.0)                 | 106.0 (41.1)                 | 102.0 (38.9)                 | 91.0 (32.8)                  | 71.1 (21.7)                  | 61.0 (16.1)                  | 106.0 (41.1)                 |
| متوسط درجة الحرارة الكبرى °ف (°م)                                   | 19.2 (−7.1)                  | 24.9 (−3.9)                  | 37.0 (2.8)                   | 55.5 (13.1)                  | 68.6 (20.3)                  | 77.2 (25.1)                  | 82.9 (28.3)                  | 81.9 (27.7)                  | 70.8 (21.6)                  | 56.0 (13.3)                  | 37.1 (2.8)                   | 22.9 (−5.1)                  | 52.8 (11.6)                  |
| متوسط درجة الحرارة الصغرى °ف (°م)                                   | 1.2 (−17.1)                  | 6.7 (−14.1)                  | 18.9 (−7.3)                  | 31.4 (−0.3)                  | 43.6 (6.4)                   | 53.6 (12.0)                  | 58.5 (14.7)                  | 56.2 (13.4)                  | 46.0 (7.8)                   | 33.8 (1.0)                   | 19.4 (−7.0)                  | 6.4 (−14.2)                  | 31.3 (−0.4)                  |
| أدنى درجة حرارة °ف (°م)                                             | −36.0 (−37.8)                | −32.1 (−35.6)                | −29.0 (−33.9)                | −6.0 (−21.1)                 | 12.0 (−11.1)                 | 30.0 (−1.1)                  | 35.1 (1.7)                   | 35.1 (1.7)                   | 18.0 (−7.8)                  | 6.1 (−14.4)                  | −20.9 (−29.4)                | −29.9 (−34.4)                | −36.0 (−37.8)                |
| الهطول إنش (مم)                                                     | 0.51 (13)                    | 0.44 (11)                    | 0.89 (23)                    | 1.13 (29)                    | 2.75 (70)                    | 3.46 (88)                    | 3.31 (84)                    | 2.10 (53)                    | 2.26 (57)                    | 1.69 (43)                    | 0.64 (16)                    | 0.44 (11)                    | 19.62 (498)                  |
| متوسط تساقط الثلوج إنش (سم)                                         | 9.7 (25)                     | 6.6 (17)                     | 7.1 (18)                     | 2.1 (5.3)                    | 0.3 (0.76)                   | 0.0 (0.0)                    | 0.0 (0.0)                    | 0.0 (0.0)                    | 0.0 (0.0)                    | 0.4 (1.0)                    | 6.7 (17)                     | 6.9 (18)                     | 39.9 (101)                   |
| متوسط الأيام الممطرة                                                | 2                            | 1                            | 2                            | 3                            | 5                            | 6                            | 5                            | 4                            | 3                            | 2                            | 1                            | 1                            | 42                           |
| المصدر: NOAA, WeatherBase (rain days) and Climatebase.ru (extremes) |                              |                              |                              |                              |                              |                              |                              |                              |                              |                              |                              |                              |                              |

## أعلام
- تشارلز لويس كامب
- رودني ستارك
- بوب فايسه
- تشارلز موريس أندرسون
- ألما لوتز
- ويليس إتش دونز